# وزارت برابری اجتماعی اسرائیل
وزارت برابری اجتماعی اسرائیل (انگلیسی: Ministry for Social Equality، عبری: המשרד לשוויון חברתי‎) که تا آگوست ۲۰۱۵ وزارت سالمندان (عبری: המשרד לאזרחים ותיקים‎، ت. «Misrad LeAzrahim Vatikim») نامیده می‌شد، یک وزارتخانه دولتی در اسرائیل است. این پست وزارتی پس از توافق ائتلاف بین کادیما و گیل (حزب بازنشستگان) پس از انتخابات ۲۰۰۶ ایجاد شد، اگرچه خود این وزارتخانه تا زمان رأی‌گیری تأیید کنست در ۲۵ ژوئیه ۲۰۰۷ تشکیل نشد.